# Franz-Joseph Busse
Franz-Joseph Busse (* 1948) ist ein deutscher Wirtschaftswissenschaftler.

## Leben
Er studierte nach einer Bankausbildung Betriebswirtschaftslehre an den Universitäten Würzburg, Grenoble und München. An der Ludwig-Maximilians-Universität München promovierte er bei Karl Oettle zum Dr. rer. pol. und hatte anschließend leitende Positionen in der Finanzwirtschaft inne. Seit 1982 lehrt er als Professor für Betriebswirtschaftslehre an der Hochschule für angewandte Wissenschaften München, University of Applied Sciences, die Fächer Finanzwirtschaft und Bankbetriebslehre. 1992 wurde sein Lehrgebiet um die Bereiche Allfinanz, Versicherungswirtschaft und Risikomanagement erweitert. 1999 und 2000 war er als Visiting Professor an der École Supérieure de Commerce de Pau (Grande école), Aquitanien, Frankreich, tätig. Busse ist seit vielen Jahren als Berater und Experte für Investitionsmanagement im Finanzdienstleistungsmarkt aktiv und gründete 1987 ein Institut für Finanz- und Investitionsmanagement in München. Er ist Gründungsmitglied des FECIF Verbands (Fédération Européenne des Conseils et Intermédiaires Financiers, European Federation of Financial Advisors and Financial Intermediaries), des Europäischen Dachverbands der unabhängigen Finanzberater und Finanzvermittler.
Franz-Joseph Busse hielt Aufsichtsratsmandate (teils als Vorsitzender) der Thuringia Versicherungs AG München, der TIMESYS Aktiengesellschaft Düsseldorf, der E-Studies AG München, der Deutschen BAV-AG, München, der TeleSon AG, München, der Euro-Product-Services AG (EPS), München und der Energy AG, München. Derzeit ist er Vorsitzender des Aufsichtsrats der Scheelen AG, Waldshut-Tiengen und Mitglied des Aufsichtsrats der Prime Office REIT-AG, München. Franz Josef Busse ist Aufsichtsratsvorsitzender der börsennotierten FCR Aktiengesellschaft AG mit Sitz in München.

## Veröffentlichungen (Auswahl)
- Möglichkeiten des Ausgleichs räumlicher Entwicklungsdisparitäten durch zielgerechte Wegenetzplanung, Florentz Verlag München, 1974
- Energiewirtschaft und Raumordnungspolitik, Band 12 der Schriftenreihe Wirtschaftswissenschaftliche Forschung und Entwicklung, Florentz Verlag München, 1978
- Grundlagen der betrieblichen Finanzwirtschaft, Oldenbourg Verlag München-Wien, 1989 (1. Auflage), 1991 (2. Auflage), 1993 (3. Auflage), 1996 (4. Auflage), 2003 (5. Auflage), ISBN 3486254065
- Der Hedgefondseffekt, zusammen mit Nothaft, J., FinanzBuch Verlag München, Herbst 2007, ISBN 3898793192
- Akademische Festschrift für Dr. rer. pol. Wilhelm Kittel: Ausgewählte aktuelle Themen der Versicherungswirtschaft, Busse, F.-J.(Hrsg.), München 2009
- Bausteine für die Einführung eines effizienten Controlling im Versicherungsunternehmen, in: Versicherungswirtschaft, 35. Jahrgang 1980, Seite 285–287
- Unternehmerische Finanzierungsmixplanung mit Hilfe leistungsfähiger Beratungstechnologie, in: Festschrift für Karl Oettle, München 1994, S. 163–207
- Warum geschlossene Fonds ins Depot gehören, in: Fonds Exklusiv – Das innovative Anlagemagazin, Österreich, Heft 1a, 2008, S. 6ff
- Sachwerte bieten Schutz gegen mögliche Inflation. Badische Zeitung 2. Mai 2009, Interview S. 24
- Geschickt in Form gebracht – Sachwerte Stabilität – Interview mit Professor Busse, 2012 in EURO spezial
- Freispruch für Harry Markowitz, in: Sachwertejournal Nr. 5/2009 vom 14. August 2009